# Le Retour de Majin
Série Trilogie Majin
Majin
(1966) Le Combat final de Majin
(1966)
Pour plus de détails, voir Fiche technique et Distribution.
Le Retour de Majin (大魔神怒る, Daimajin ikaru) est un film japonais réalisé par Kenji Misumi, sorti en 1966. Il fait suite au premier film Majin et est suivi d'un troisième et dernier volet Le Combat final de Majin.

## Synopsis
Après avoir pris le contrôle d'un village et de ses habitants, un diabolique seigneur de la guerre décide d'en conquérir un second. Il kidnappe leur chef, Katsushige Nakoshi et impose un ultimatum aux villageois, leur livrer leur champion, Lord Juro en échange de Katsuhige. Mais les villageois et son champion décident de se battre. Après avoir perdu leur combat et leurs espérances, ils ne leur restent plus qu'à prier un sauveur. Majin leur apparaît.

## Fiche technique
- Titre : Le Retour de Majin
- Titre original : 大魔神怒る (Daimajin ikaru?)
- Titre anglais : Return of the Giant Majin[1]
- Réalisation : Kenji Misumi
- Réalisation des séquences avec effets spéciaux : Yoshiyuki Kuroda (ja)
- Scénario : Tetsurō Yoshida
- Photographie : Fujio Morita (ja)
- Montage : Hiroshi Yamada
- Musique : Akira Ifukube
- Producteur : Masaichi Nagata
- Société de production : Daiei
- Pays d'origine :  Japon
- Langue originale : japonais
- Format : couleur (Eastmancolor) - 2,35:1 - 35 mm - son mono
- Genre : film fantastique ; chanbara ; kaijū eiga
- Durée : 79 minutes[2] (métrage : 8 bobines - 2161 m[2])
- Date de sortie :
  - Japon : 13 août 1966[2]

## Distribution
- Kōjirō Hongō
- Shiho Fujimura
- Tarō Marui
- Takashi Kanda
- Kōji Fujiyama
- Sei Hiraizumi
- Hyosuke Kanbe

## Production
Conçue par la Daiei, la série combine le savoir-faire du studio dans les genres du chanbara et du kaiju eiga, les trois films de la « trilogie Majin » ont été tournés en même temps, mais sont sortis sur une période de neuf mois : avril, août et décembre 1966 pour le dernier opus. Ils sont le fruit de la collaboration de Yoshiyuki Kuroda (ja) qui a tourné toutes les séquences avec effets spéciaux avec les trois réalisateurs Kimiyoshi Yasuda, Kenji Misumi et Kazuo Mori.

## Sortie vidéo
La trilogie Majin sort en coffret DVD/Blu-ray le 25 mars 2020, édité par Le Chat qui fume, avec en plus des trois films (Majin, Le Retour de Majin, Le Combat final de Majin) un retour sur la saga par le journaliste de Mad Movies Fabien Mauro (40'), et un entretien avec le scénariste Fathi Beddiar (42').